# Napeogenes glycera
Napeogenes glycera är en fjärilsart som beskrevs av Frederick DuCane Godman 1899. Napeogenes glycera ingår i släktet Napeogenes och familjen praktfjärilar. Inga underarter finns listade i Catalogue of Life.